# آنوشاوان گاسپاریان
آنوشاوان وارطانی گاسپاریان (ارمنی: Անուշավան Վարդանի Գասպարյան؛ زاده ۱ مهٔ ۱۹۱۴ - درگذشته ۲۹ اکتبر ۱۹۸۶) نقاش اهل ارمنستان بود.

## زندگی‌نامه
وی در ۱ مهٔ ۱۹۱۴ در وان به دنیا آمد و از کالج دولتی هنرهای زیبای پانوس ترلمزیان و انستیتو دولتی هنرهای زیبا و نمایشی ایروانفارغ‌التحصیل گشت. وی همچنین برنده جوایزی همچون نقاش شایسته ارمنستان شوروی شد. وی در ۲۹ اکتبر ۱۹۸۶ در سن ۷۲ سالگی در ایروان درگذشت.